# Raoul Boucke
Raoul Marc Boucke (Paramaribo, 1 november 1975) is een Surinaams-Nederlands ambtenaar en voormalig politicus namens Democraten 66 (D66). Op 31 maart 2021 werd hij geïnstalleerd als lid van de Tweede Kamer. Op 5 december 2023 nam hij afscheid als Tweede Kamerlid. Boucke had daar de portefeuille klimaat, energie, mijnbouw en versterkingsoperatie Groningen. Hiervoor werkte hij voor twee ministeries, de Europese Commissie en de Nederlandse vertegenwoordiging bij de Europese Unie (EU).

## Jeugd en niet-politieke carrière
Boucke is geboren in 1975 in de Surinaamse hoofdstad Paramaribo. Hij groeide op in Moengo met een broer en een zus. Zijn familie verhuisde naar Paramaribo toen Boucke acht jaar oud was en daar ging hij later naar het Miranda Lyceum. In 1993 emigreerde hij naar Nederland om scheikundige technologie aan de Technische Universiteit Delft te studeren. Hij behaalde zijn diploma acht jaar later en ontving de Nederlandse nationaliteit in 2002.
Na zijn studie nam Boucke een baan bij het ministerie van Volkshuisvesting, Ruimtelijke Ordening en Milieubeheer, waar hij aan international betrekkingen werkte. Vervolgens ging hij in 2007 als Europees ambtenaar in Brussel werken. Eerst was hij vier jaar in dienst bij de permanente vertegenwoordiging van Nederland bij de EU, waar hij aan milieubeleid werkte, en daarna was hij adviseur op het gebied van emissiehandel bij het Directoraat-generaal Klimaat van de Europese Commissie. In 2016 keerde hij terug naar de permanente vertegenwoordiging, waar hij zich op transportbeleid focuste. In januari 2020 verliet hij Brussel om voor het ministerie van Infrastructuur en Waterstaat te werken op het gebied van luchtvaart.

## Politiek
Boucke werd lid van Democraten 66 in 2002 en was tussen 2011 en 2017 voorzitter van D66 België en Luxemburg. Hij was de vijfde kandidaat van D66 bij de Europese Parlementsverkiezingen in 2014. Hij ontving 6.663 voorkeurstemmen en werd niet verkozen, aangezien zijn partij vier zetels won. Bij de volgende verkiezingen – vijf jaar later – was Boucke nummer twee op de lijst. Tijdens de campagne sprak hij zijn steun uit voor een Europese CO2-belasting en was hij voorstander van het verlagen van de kiesleeftijd van achttien naar zestien. Hij werd wederom niet verkozen; D66 behaalde twee zetels, maar Samira Rafaela, de derde kandidaat, ontving meer dan Bouckes 22.500 stemmen.
Bij de Tweede Kamerverkiezingen 2021 verscheen hij op plaats tien op de kandidatenlijst van D66, waardoor hij sinds 31 maart 2021 in de Tweede Kamer zit. Boucke ontving 3.518 voorkeurstemmen en kreeg klimaat, energie en luchtvaart (eerder ook mijnbouw en versterkingsoperatie Groningen) in zijn portefeuille. Hij is lid van de vaste commissies voor Economische Zaken en Klimaat, voor Europese Zaken (vice-voorzitter), voor Infrastructuur en Waterstaat en voor Landbouw, Natuur en Voedselkwaliteit, alsook van de contactgroep België. Boucke pleitte voor grootschalige investeringen in een waterstofeconomie om de industrie te vergroenen. Ook stelde hij in een opiniestuk dat er geen ruimte meer is in Nederland voor sommige vervuilende industriële bedrijven. Hij riep het kabinet op om een lijst aan te kondigen en om bedrijven die mogen blijven voorrang te geven bij duurzaamheidssubsidies en financiële steun voor de energiecrisis van 2021-2023. In 2023 werd een motie van Boucke en Faissal Boulakjar (D66) aangenomen om de regering op te roepen te verplichten dat grote parkeerterreinen bedekt worden met zonnepanelen. Dit volgde op een eerdere motie van de BoerBurgerBeweging (BBB) om het idee te onderzoeken. Boucke diende in oktober samen met Suzanne Kröger een motie in om de regering scenario's op te laten stellen voor het afbouwen van ongeveer €40 miljard aan jaarlijkse fossiele subsidies. Milieubeweging Extinction Rebellion, die al een maand lang uit protest tegen onder andere deze subsidies de Utrechtsebaan van de A12 blokkeerde, kondigde vervolgens aan de acties tijdelijk stop te zetten. Toen de motie een week later steun kreeg van een Kamermeerderheid, werd door de beweging besloten geen blokkades meer to organiseren tot de kerstvakantie.
Toen de val van het kabinet-Rutte IV leidde tot vervroegde verkiezingen in november 2023, maakte Boucke bekend niet te zullen deelnemen. In plaats daarvan is hij van plan zich kandidaat te stellen voor de Europese Parlementsverkiezingen van 2024. Op 5 december 2023 nam hij afscheid als Tweede Kamerlid.

## Privéleven
Boucke woont in Rotterdam en is getrouwd. 
- Parlement.com: vjjh43o8v0u0